# ویتو

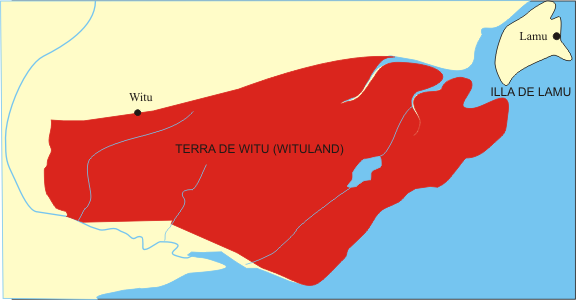
نقشهٔ ویتو

ویتو، ویتولند یا سواحیلی‌لند (Witu, Vitu, Swahililand) سرزمینی بود در شرق آفریقا به مساحت ۳ هزار کیلومتر مربع به مرکزیت شهرک ویتو در کنیای کنونی.
از ۱۸۸۵ میلادی امپراتوری آلمان قیمومت این منطقه را در دست داشت. از ۱۸۹۰ بر طبق پیمان هلیگولند-زنگبار قیمومت این منطقه به بریتانیا واگذار شد.